# Air-Independent Propulsion

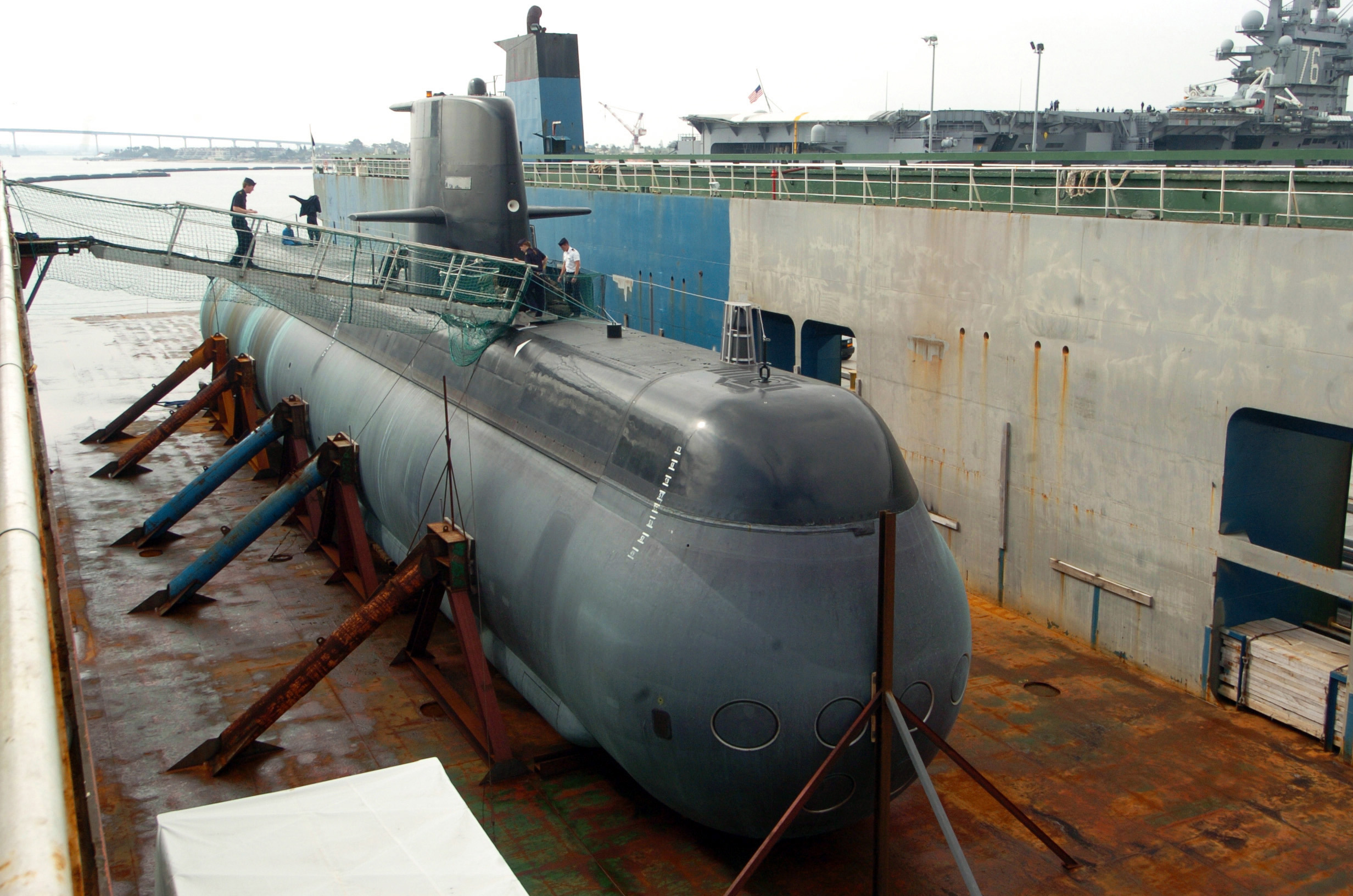
Un sottomarino AIP Stirling della classe Gotland.

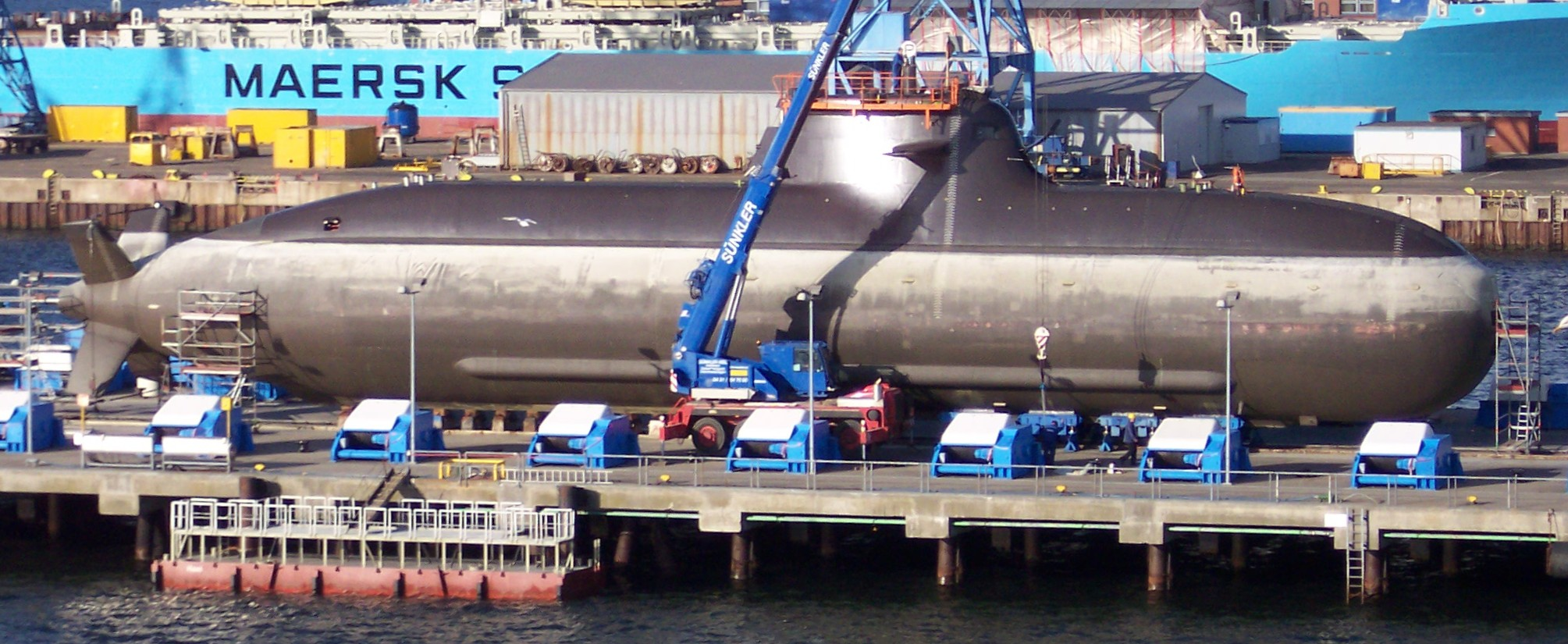
Un sottomarino AIP Fuel Cell della classe U-212A.

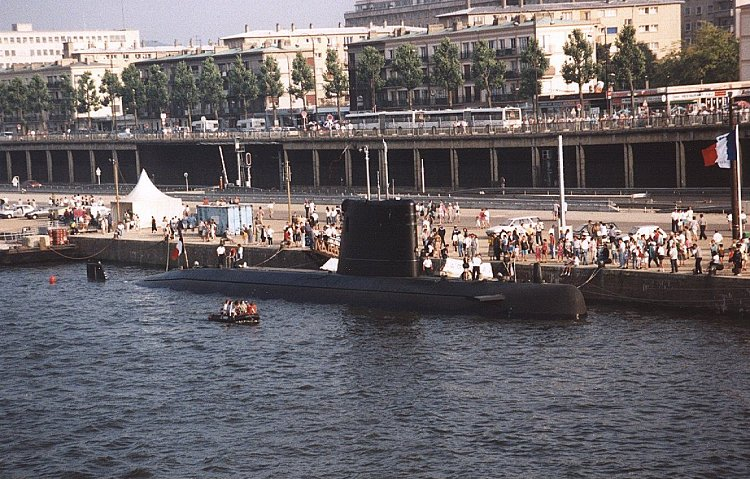
Un sottomarino della classe Agosta, simile a quelli AIP MESMA della classe Khalid (Agosta 90B).

L'air-independent propulsion (in sigla AIP, in italiano propulsione anaerobica) è una tecnologia di propulsione navale che permette ad un sottomarino non nucleare di operare senza aver accesso all'ossigeno atmosferico (cioè senza andare in superficie o senza usare lo snorkel). 

I sistemi AIP possono aumentare o sostituire il sistema di propulsione diesel-elettrico dei sottomarini e delle navi non nucleari.
La United States Navy usa l'hull classification symbol "SSP" per classificare i sottomarini dotati di propulsione AIP, mentre mantiene la sigla "SSK" per i sottomarini d'attacco classici a propulsione diesel-elettrica.
I moderni sottomarini non nucleari sono potenzialmente più stealth dei sottomarini nucleari; un reattore nucleare navale deve pompare costantemente il liquido di raffreddamento, generando una certa quantità di rumore rilevabile. D'altra parte i sottomarini non nucleari che funzionano con batterie o con l'AIP possono essere praticamente silenziosi. Mentre i sottomarini nucleari continuano ad essere superiori nei tempi di immersione e nelle prestazioni oceaniche profonde, i piccoli sottomarini d'attacco non nucleari ad alta tecnologia sono altamente efficaci nelle operazioni costiere e costituiscono una minaccia significativa per i sottomarini nucleari meno furtivi e con minore capacità di manovra, spesso figlia delle maggiori dimensioni e tonnellaggio.
L'AIP è di solito implementata come fonte ausiliaria, con il tradizionale motore diesel che svolge la propulsione di superficie. La maggior parte di questi sistemi produce energia elettrica che a sua volta alimenta un motore elettrico per la propulsione o ricarica le batterie della nave. Il sistema elettrico del sottomarino è anche utilizzato per alimentare i servizi ausiliari – ventilazione, illuminazione, riscaldamento, ecc. –, anche se questo consuma una piccola quantità di potenza rispetto a quella richiesta per la propulsione.
L'AIP può essere installato in scafi di sottomarini esistenti inserendo una sezione di scafo aggiuntiva (retrofit). L'AIP normalmente non fornisce la durata o la potenza per sostituire la propulsione dipendente dall'aria, ma consente un'immersione più lunga di un sottomarino a propulsione convenzionale. I gruppi elettrogeni diesel forniscono massimo 3 megawatt di potenza, mentre una sorgente AIP circa il 10% di questa. Un impianto di generazione nucleare sottomarina è di solito molto superiore a 20 megawatt.
Le prestazioni in immersione dei 3 sistemi AIP attuali – "Fuel Cell", "Stirling" e "MESMA" – sono lontane da quelle che può offrire un sottomarino nucleare (30 giorni a 30 kn (35 mph; 56 km/h)) e si limitano generalmente a massimo 3 settimane a 4 kn (4,6 mph; 7,4 km/h). Inoltre, dato che il sistema è costoso, può essere eventualmente installato a posteriori e l'efficacia è relativa al tipo di missione che la marina militare deve compiere con i propri sottomarini, l'installazione di un sistema AIP non è necessariamente conveniente. Un'alternativa ai sistemi AIP è l'uso di batterie agli ioni di litio (LIB).
| Classe             | Tipo             | AIP   | Prestazioni in immersione   |
| ------------------ | ---------------- | ----- | --------------------------- |
| Agosta             | diesel-elettrico | no    |                             |
| Agosta 90B         | diesel-elettrico | MESMA | 2 settimane a 4 nodi        |
| Rubis              | nucleare         | no    | illimitate a 20 nodi        |
| Scorpène CM        | diesel-elettrico | no    |                             |
| Scorpène CM        | diesel-elettrico | LIB   | 1 settimana                 |
| Scorpène AM        | diesel-elettrico | MESMA | 2 settimane                 |
| Scorpène AM        | diesel-elettrico | FC2G  | 3 settimane                 |
| Suffren            | nucleare         | no    | illimitate a più di 23 nodi |
| Shortfin Barracuda | diesel-elettrico | FC2G  | 3 settimane                 |

## Storia

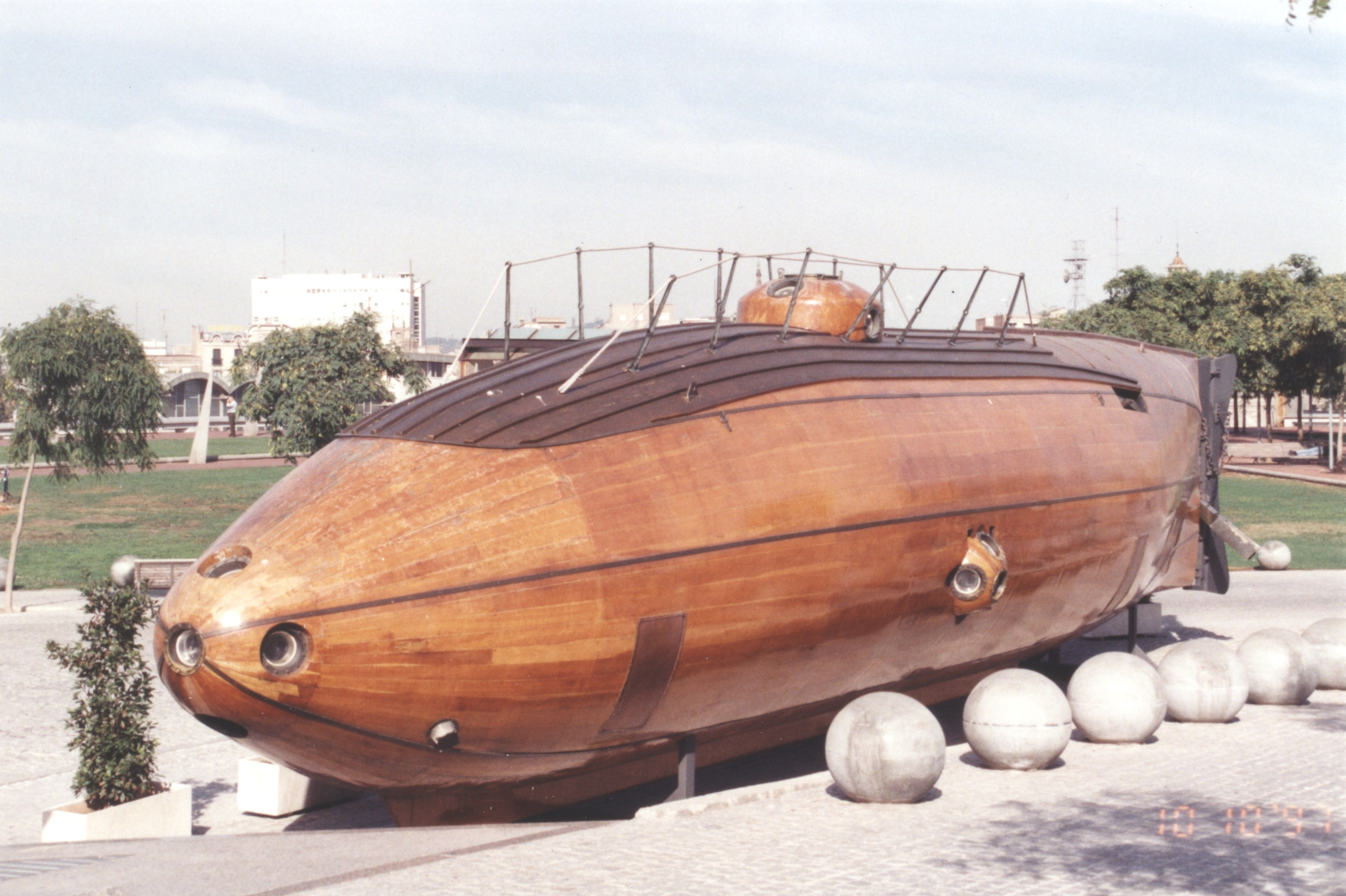
Replica dell'Ictíneo II.

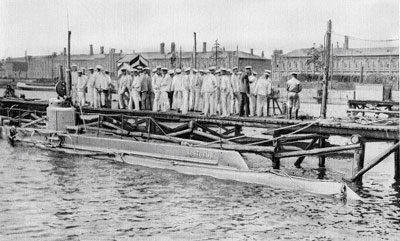
Il Pochtovy.

Nello sviluppo del sottomarino, il problema della ricerca di forme soddisfacenti di propulsione subacquea è stato persistente. I primi sommergibili furono alimentati con eliche azionate a mano, che rapidamente consumavano l'aria dentro; questi vascelli dovevano muoversi per gran parte del tempo sulla superficie con i portelli aperti o utilizzando una sorta di tubo di respirazione, in entrambi i casi il sistema era pericoloso e causò un certo numero di incidenti. Più tardi, i vascelli a comando meccanico usavano l'aria compressa o il vapore, o l'elettricità, e dovevano essere ricaricati dalla riva o, a bordo, da un motore aerobico.
Il primo tentativo di un combustibile che brucia anaerobicamente è stato nel 1867, quando Narcís Monturiol sviluppò con successo – nel sommergibile Ictíneo II – un motore a vapore anaerobico (o indipendente dall'aria) alimentato chimicamente.
Nel 1908 la Marina Navale dell'Impero Russo lanciò il sottomarino Pochtovy che usava un motore a benzina alimentato con aria compressa ed esaurito sott'acqua.
Questi due approcci, l'uso di un combustibile che fornisce energia a un sistema a ciclo aperto, e la fornitura di ossigeno ad un motore aerobico in un ciclo chiuso, caratterizzano oggi l'AIP.

## Descrizione
I sistemi AIP sono relativamente recenti (sono utilizzati dalla metà degli anni novanta), anche se alcuni sistemi furono sperimentati, senza successo, dai tedeschi (verso il 1944) e dai sovietici (negli anni '50), e vanno dal semplice uso delle riserve di ossigeno liquido alle più recenti tecnologie come le celle a combustibile dei sottomarini diesel-elettrici.
L'utilizzazione di questi sistemi è un vantaggio per le marine militari che non fanno ricorso alla propulsione nucleare.
Le limitazioni dei sommergibili convenzionali a propulsione diesel-elettrica sono notevoli, in quanto i battelli durante le immersioni utilizzano un motore elettrico alimentato da batterie che hanno bisogno di ricarica utilizzando un motore diesel accoppiato ad un alternatore. Il motore diesel a sua volta necessita di ossigeno e il sottomarino è costretto a fornire l'aria esterna al motore diesel navigando in superficie o a quota periscopica ricevendo l'aria necessaria attraverso lo snorkel, rischiando di essere rilevato dal radar (rilevazione del periscopio e dello snorkel), dai sensori a infrarossi o chimici (rilevamento dei gas di scarico) o dal sonar passivo (rumore dei motori diesel) delle unità di superficie nemiche ed inoltre l'autonomia delle batterie è limitata.
Per superare questi limiti sono stati progettati sistemi di propulsione più efficienti, che permettano di rimanere sott'acqua più a lungo. Un tentativo fu la propulsione Walter, un motore chimico a combustione che funzionava a perossido di idrogeno e alimentava una turbina la quale forniva sufficiente potenza per alimentare tutto il sottomarino. Durante la seconda guerra mondiale sono stati progettati con questo sistema di propulsione gli U-Boot tedeschi "Tipo XXIV" e "Tipo XXVI", ma non sono stati completati. Tali progetti erano stati ripresi dai sovietici nel dopoguerra, ma sono stati presto abbandonati in favore della propulsione nucleare, in quanto la classe Quebec, in cui tale sistema di propulsione venne sperimentato, era molto inaffidabile e soggetta ad esplosioni ed incendi. Per questo motivo i sottomarini di questa classe erano chiamati ironicamente "accendini", in quanto l'ossigeno liquido è stato fonte di frequenti incendi.

## Sistemi AIP
Esistono 5 tipi di propulsione AIP

### Sistemi a ciclo aperto

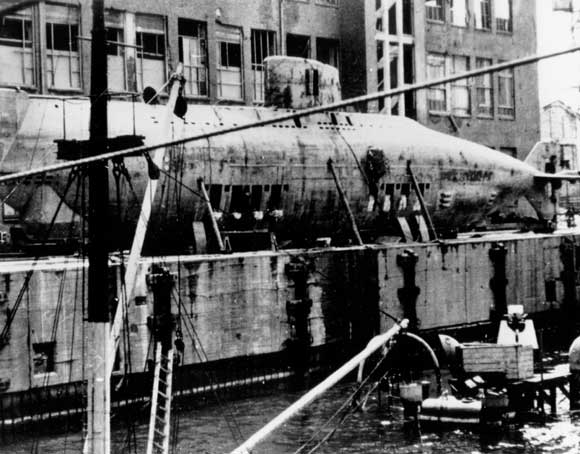
L'U-Boot U-1406 del tipo XVII.

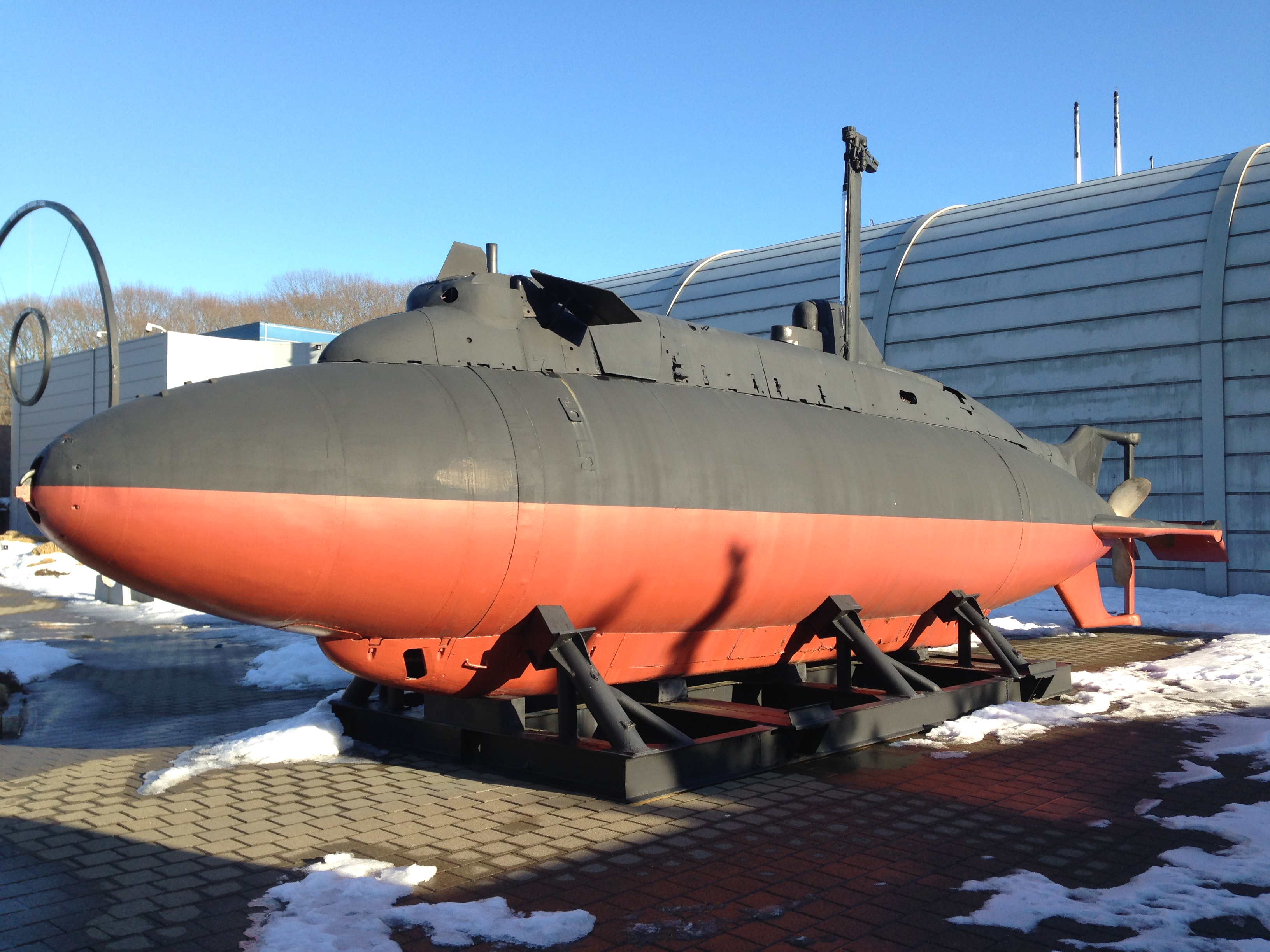
Il sommergibile tascabile SS X-1.

Propulsione Walter a ciclo aperto a perossido di idrogeno (HTP).
Durante la seconda guerra mondiale, la ditta tedesca Walter sperimentò sottomarini che utilizzavano perossido di idrogeno concentrato (HTP) come fonte di ossigeno sotto l'acqua. Questi usavano delle turbine a vapore, impiegando il vapore riscaldato dalla combustione del combustibile diesel nell'atmosfera di vapore/ossigeno creato dalla decomposizione del perossido di idrogeno attraverso un catalizzatore di permanganato di potassio.
Sono state prodotte diverse imbarcazioni sperimentali, anche se il lavoro non maturò in nessun vascello operativo. Un inconveniente era l'instabilità e la disponibilità del combustibile in questione. Un altro inconveniente era che mentre il sistema produceva elevate velocità subacquee, era instabile con il combustibile; il primo sommergibile, il VS 80, ha consumato 28 tonnellate di carburante per percorrere 50 miglia nautiche. I progetti definitivi non consentivano di sperare in migliori prestazioni. Usando questa tecnologia, furono realizzati, sempre a scopo più sperimentale che operativo, gli u-boot tipo XVII.
Dopo la guerra, un u-boot del tipo XVII – U-1407 –, che era stato affondato alla fine della seconda guerra mondiale, fu recuperato e rimesso in servizio nella Royal Navy come HMS Meteorite. I britannici hanno poi costruito due modelli migliorati alla fine degli anni '50: HMS Explorer e HMS Excalibur (classe Explorer). Il Meteorite non godeva di buona fama tra gli equipaggi, che lo consideravano pericoloso e imprevedibile; il sottomarino era stato ufficialmente descritto come "sicuro al 75%". La reputazione dell'Explorer e dell'Excalibur era di poco migliori, tanto che i 2 battelli erano soprannominati 'Exploder' e 'Excruciater'.
Anche l'Unione Sovietica ha sperimentato questa tecnologia e ha costruito un sottomarino sperimentale che ha utilizzato il perossido di idrogeno in un motore Walter: progetto 617 (S-99) Whale.
Gli Stati Uniti hanno inoltre ricevuto un u-boot del tipo XVII – U-1406 –, e hanno continuato ad usare il perossido di idrogeno in un sommergibile tascabile sperimentale tipo "midget", il SS X-1. Questo era originariamente alimentato da un motore perossido di idrogeno/diesel e da sistema di batterie, fino all'esplosione della sua alimentazione di perossido di idrogeno il 20 maggio 1957. L'SS X-1 è stato successivamente trasformato in un diesel-elettrico.
L'URSS, il Regno Unito e gli Stati Uniti, i soli paesi noti per aver sperimentato questa tecnologia in quel momento, la abbandonarono quando questi paesi più tardi riuscirono a sviluppare un reattore nucleare abbastanza piccolo per la propulsione sottomarina. Altre nazioni, tra cui la Germania Ovest e la Svezia, riprenderanno poi lo sviluppo dell'AIP.
Il sistema è stato utilizzato per la propulsione dei siluri da parte dei Britannici e dell'Unione Sovietica, sebbene sia stato abbandonato rapidamente dai primi a seguito della tragedia  del HMS Sidon. Come anni dopo il sottomarino russo Kursk, anche il Sidon è andato perduto a causa di malfunzionamenti che hanno coinvolto dei siluri propulsi a perossido di idrogeno.

### Motori diesel a ciclo chiuso

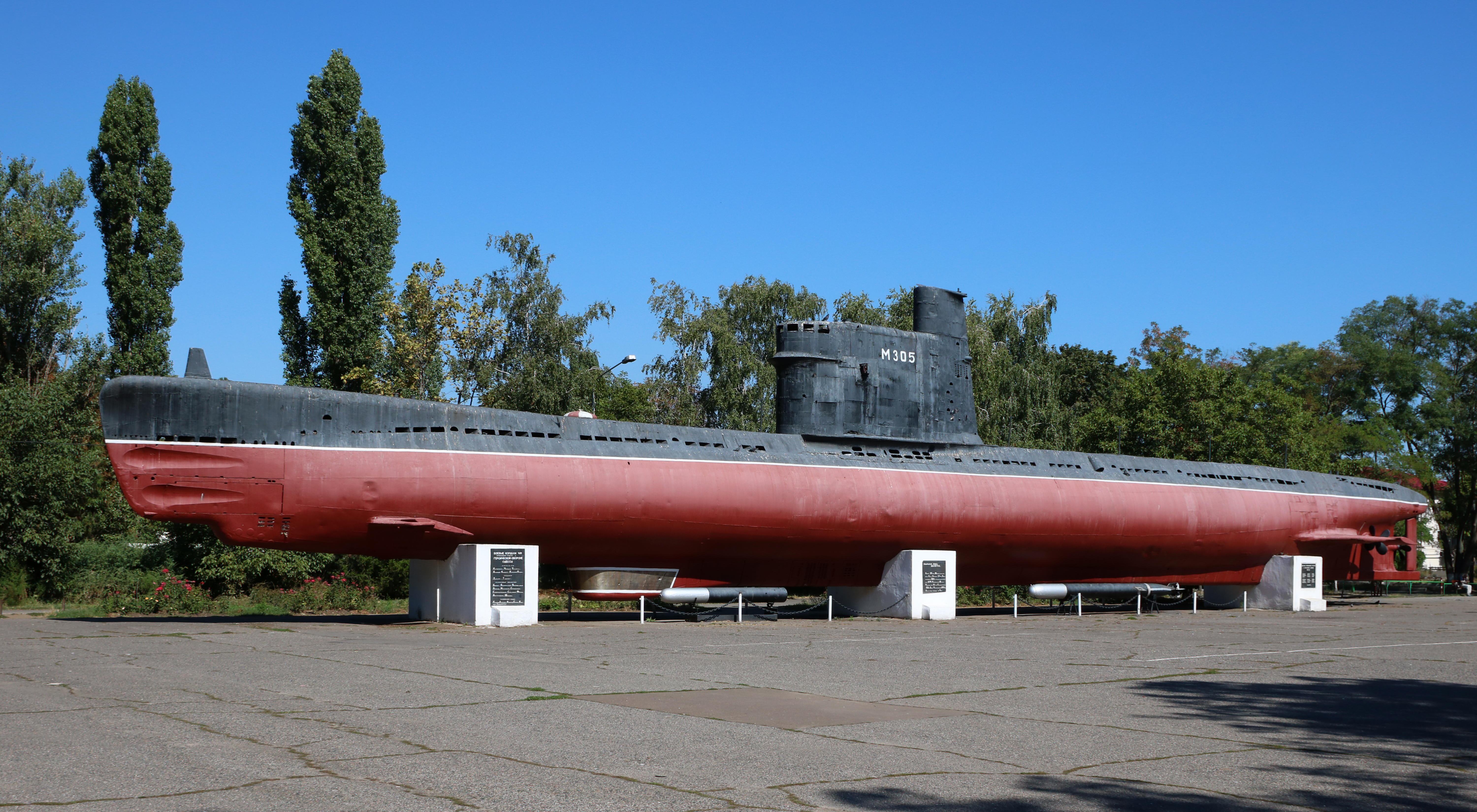
Il sottomarino M-296 della.

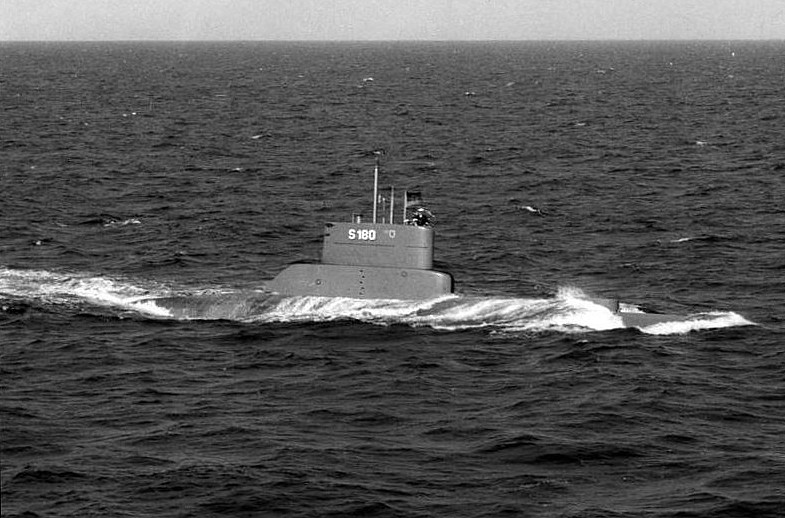
Il sottomarino U-1 (S180) della.

Motore diesel a ciclo chiuso (CCD) con riserva di ossigeno liquido a bordo.
Questa tecnologia utilizza un motore diesel sottomarino che può essere gestito convenzionalmente sulla superficie, ma che può anche essere dotato di un ossidante, di solito immagazzinato come ossigeno liquido, quando in immersione. Poiché il metallo di un motore fonderebbe se si utilizzasse ossigeno puro, l'ossigeno viene solitamente diluito con il gas di scarico riciclato. L'argon sostituisce il gas di scarico quando il motore viene avviato.
Alla fine degli anni 30. l'Unione Sovietica ha sperimentato motori a ciclo chiuso e sono stati costruiti alcuni piccoli sommergibili del tipo M «Maljutka» (serie XV - progetto 96) utilizzando il sistema REDO, ma nessuno è stato completato prima dell'invasione tedesca del 1941.
Durante la seconda guerra mondiale, la Kriegsmarine ha sperimentato un tale sistema come alternativa al sistema di perossido di idrogeno di Walter, progettando delle varianti degli u-boot del tipo XVII e del tipo XXVIIB Seehund, rispettivamente il tipo XVIIK e il tipo XXVIIK, anche se nessuno dei due fu completato prima della fine della guerra.
Dopo la guerra l'URSS ha sviluppato il piccolo sottomarino da 650 t (720 short ton) del progetto 615 (classe Quebec), di cui trenta esemplari sono stati costruiti tra il 1953 e il 1956. Questi avevano tre motori diesel, due erano convenzionali e uno era ciclo chiuso con ossigeno liquido. Un prototipo era stato installato nel sottomarino M-401 per dei test che sono durati dal 1940 al 1945.
Nel sistema sovietico, chiamato "sistema di propulsione singola", l'ossigeno era aggiunto dopo che i gas di scarico erano stati filtrati attraverso un assorbente chimico a base di calce. Il sottomarino poteva anche navigare con il solo motore diesel e usando uno snorkel. I Quebec avevano tre alberi di trasmissione: uno diesel 32D da 900 hp (670 kW) sull'albero centrale e due motori M-50P da 700 hp (520 kW) sugli alberi esterni. Inoltre, un motore di "creep" da 100 hp (75 kW) era stato accoppiato all'albero centrale. L'imbarcazione poteva navigare a bassa velocità utilizzando solo il motore diesel dell'albero centrale.
Poiché l'ossigeno liquido non può essere immagazzinato indefinitamente, questi sottomarini non potevano operare lontano da una base. Il sistema era pericoloso: almeno sette sottomarini hanno subito esplosioni, e uno di questi, M-256, è affondato dopo un'esplosione e un incendio. Questi sottomarini erano a volte soprannominati zažigalkami. L'ultimo sottomarino che utilizzava questa tecnologia è stato dismesso nei primi anni 70.
Il sottomarino U-1 (S180) della classe U-205 della Bundesmarine (già ex classe U-201) era stato dotato di un'unità sperimentale di 3 000 hp (2 200 kW).

### Motori a ciclo Stirling

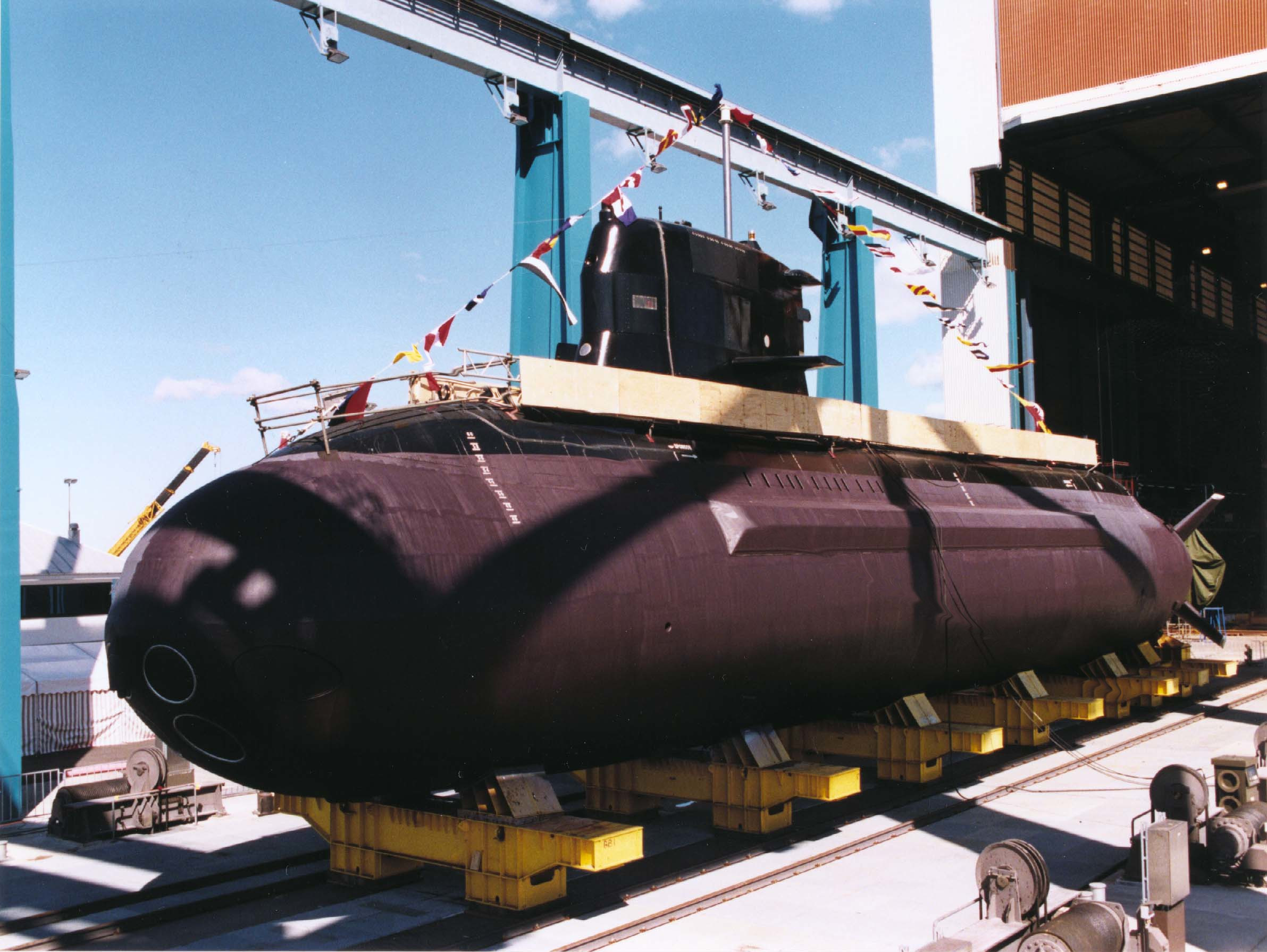
Un sottomarino della (ex).

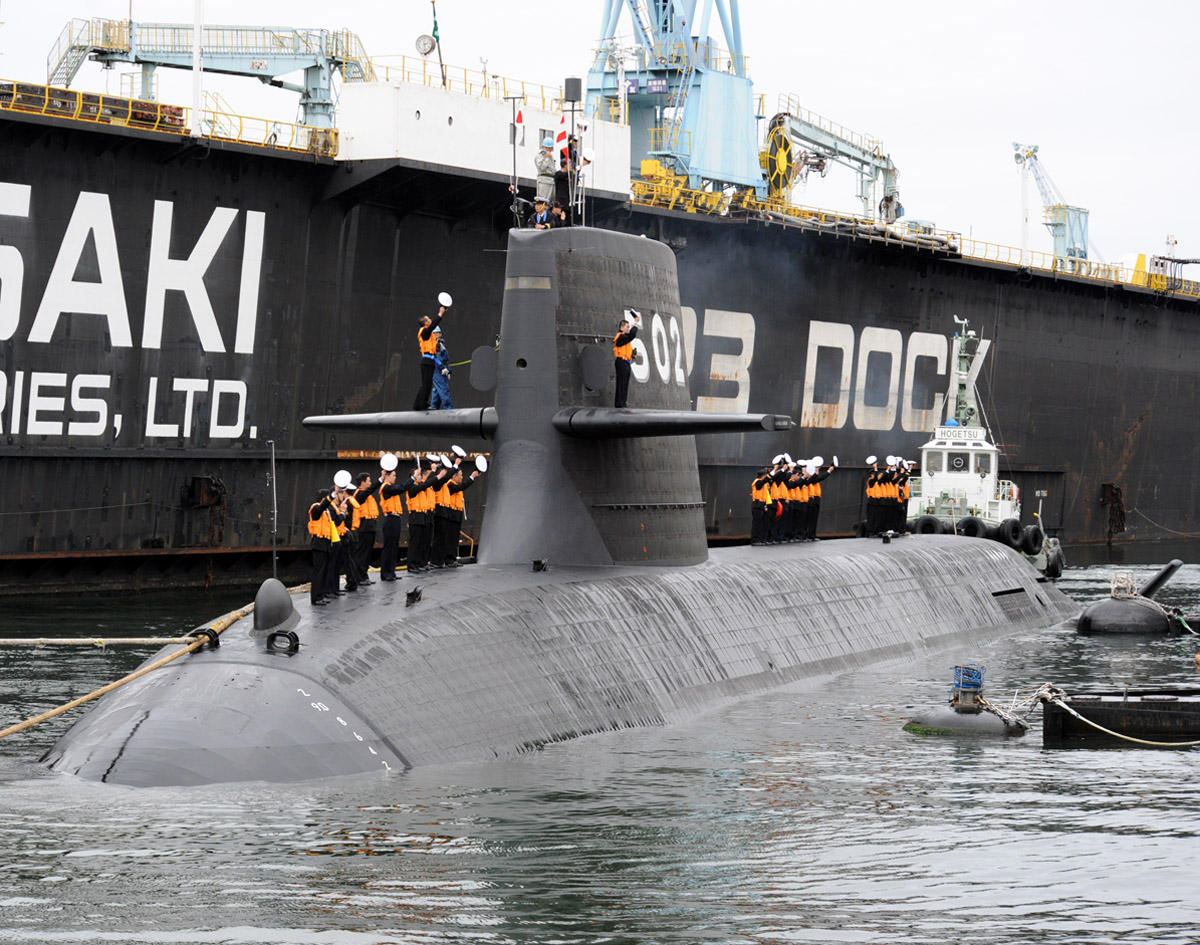
Un sottomarino della.

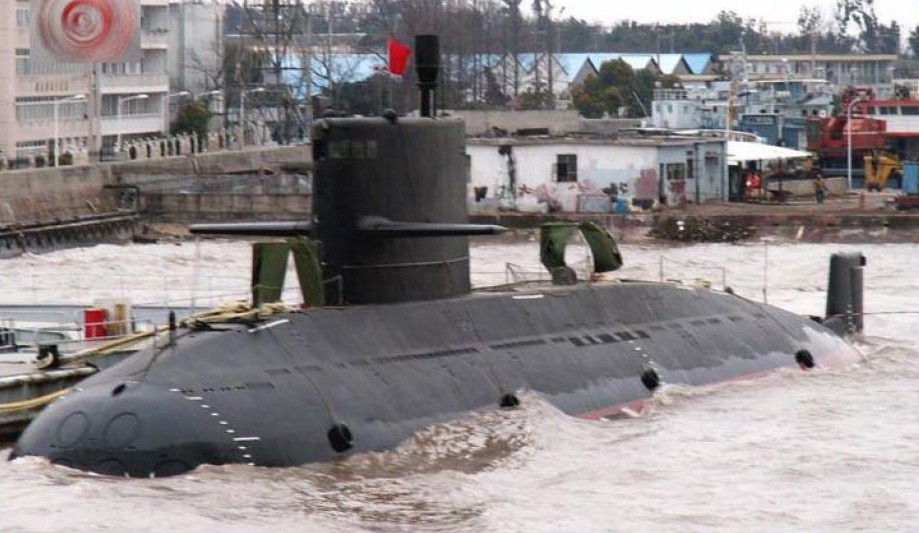
Un sottomarino del tipo 039A/041 Yuan.

Motore Stirling a combustione esterna basato sul ciclo Stirling.
Il costruttore navale svedese Kockums ha costruito tre sottomarini della classe Gotland per la Svenska marinen dotati di un motore ausiliario Stirling che brucia l'ossigeno liquido e il carburante diesel per alimentare di 75 kW (101 hp) i generatori elettrici per la propulsione o la ricarica delle batterie. La durata in immersione di questi sottomarini da 1 500 t (1 700 short ton) è di circa 14 giorni a 5 kn (5,8 mph; 9,3 km/h).
Kockums ha anche rinnovato e aggiornato i 4 sottomarini svedesi precedenti della classe Västergötland, aggiungendovi una sezione di scafo con un modulo AIP Stirling. Due sottomarini (Södermanland e Östergötland) sono in servizio in Svezia come classe Södermanland e gli altri due sono in servizio a Singapore come classe Archer [Archer (ex Hälsingland) e Swordsman (ex Västergötland)].
Kockums ha anche fornito (su licenza) dei motori Stirling al Giappone. I nuovi sottomarini giapponesi della classe Soryu saranno tutti dotati di motori Stirling. Il primo sottomarino – Soryu (SS-501) – è stato lanciato il 5 dicembre 2007 ed è stato commissionato dalla Kaijō Jieitai il 30 marzo 2009. In precedenza, la Kockums aveva fornito un motore Stirling per equipaggiare il sottomarino Asashio (TSS-3601, ex SS-589) della classe Harushio.
I nuovi sottomarini svedesi della classe A26 (in fase di progettazione) hanno il sistema AIP Stirling quale fonte principale di energia. La durata in immersione di questi sottomarini sarà di più di 18 giorni a 5 kn (5,8 mph; 9,3 km/h) utilizzando l'AIP.
L'istituto cinese "711 Research Institute-CSHGC" ha dotato di un sistema AIP di tipo Stirling il sottomarino sperimentale del tipo 032 Qing e i sottomarini del tipo 039A/041 Yuan. Inoltre, quest'ultima classe è stata venduta, in versione da esportazione, anche al Pakistan e alla Thailandia e anche questi sottomarini dovrebbero essere dotati del sistema AIP.

### Sistemi a pile a combustibile

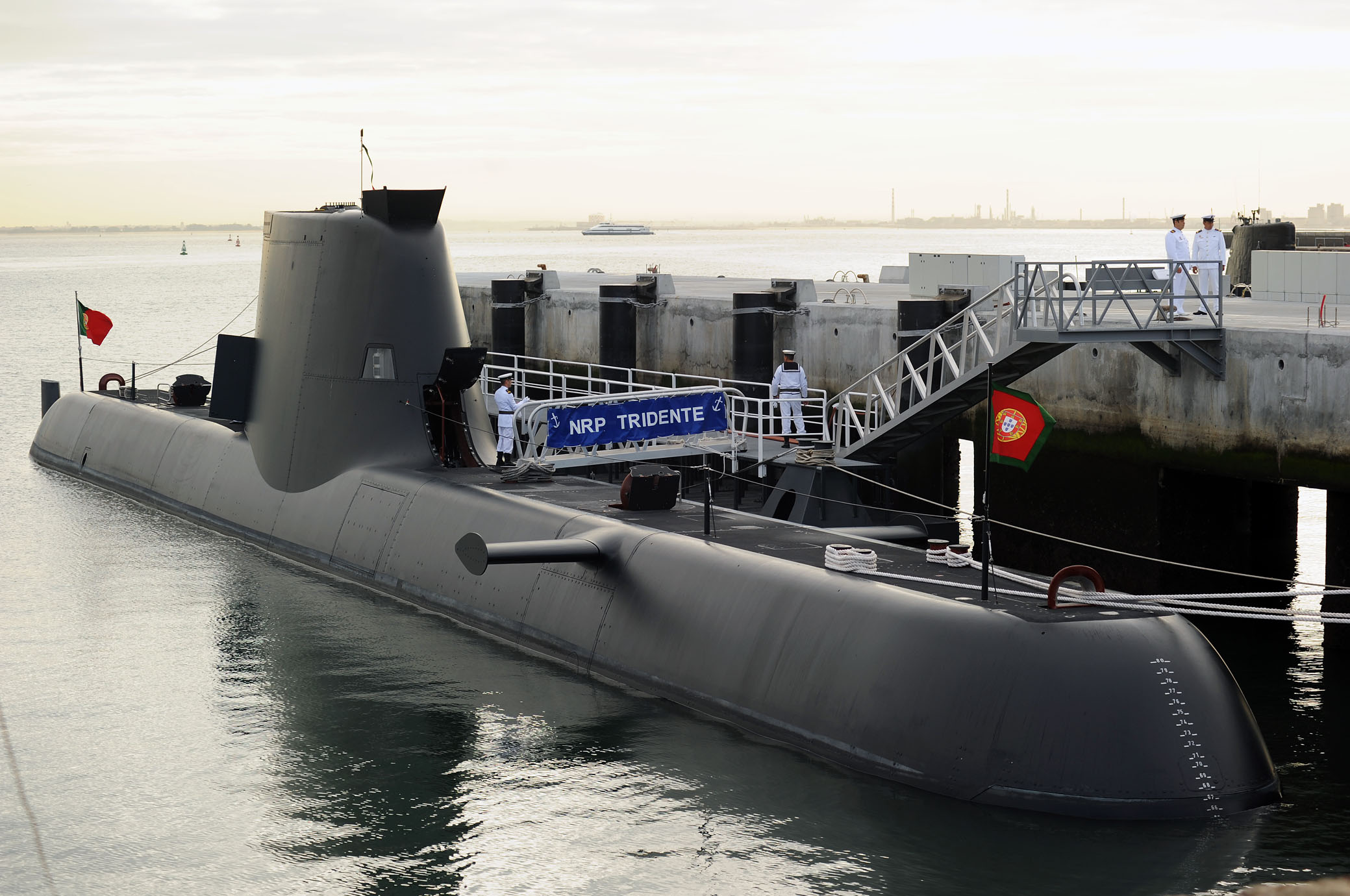
Un sottomarino della.

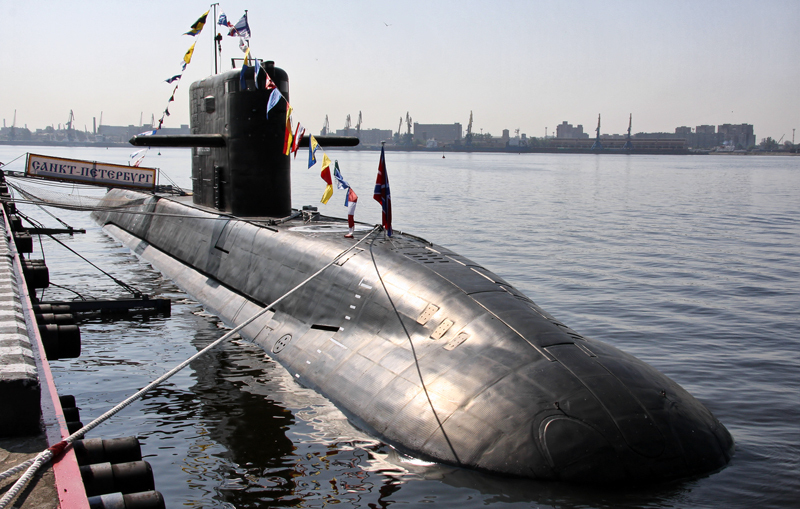
Un sottomarino della.

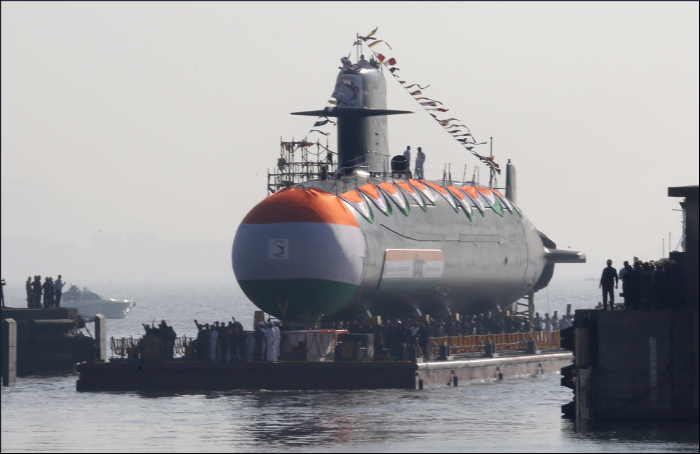
Un sottomarino della che può essere dotato di AIP FAPC.

Pila a combustibile (Fuel cell) a idrogeno e ossigeno.
Negli anni 80, Siemens ha sviluppato un modulo a celle a combustibile (FCM o BZM) – di tipo PEM FC – da 30–50 kW (40–67 hp), un dispositivo che converte l'energia chimica da un combustibile in elettricità. Le celle a combustibile differiscono dalle batterie in quanto richiedono una fonte continua di combustibile (come ad esempio l'idrogeno) e di ossigeno per sostenere la reazione chimica, le quali vengono trasportate in serbatoi pressurizzati. Nove unità PEM FC di tipo FCM 34 da 34 kW (46 hp) sono installate nel sottomarino U-31 da 1 830 t (2 020 short ton) di HDW, nave capoclasse del tipo U-212A della Deutsche Marine e negli altri sottomarini di questa classe. I sottomarini per esportazione di HDW dotati di AIP (classe Dolphin, tipo U-209 mod e tipo U-214) utilizzano due moduli FCM 120 (di seconda generazione) da 120 kW (160 hp) prodotti sempre da Siemens. Inoltre sono in corso di sviluppo dei moduli di terza generazione FCM NG da 80–160 kW (110–210 hp).
I sottomarini della Marinha Portuguesa della classe Tridente (o U-209PN) del tipo U-214 sono ugualmente dotati di AIP Fuel Cell.
Dopo il successo all'esportazione dei sottomarini AIP di HDW, altri costruttori hanno sviluppato delle unità fuel cell per i sottomarini: in particolare l'azienda russa Rubin Design Bureau con il progetto 667 Lada e la spagnola Navantia con la classe S-80; tuttavia in entrambi i casi, queste due classi hanno avuto molteplici problemi di realizzazione: il progetto 667 Lada è stato fermato a 3 sottomarini (in luogo degli 8 previsti) e la classe S-80, che doveva entrare in servizio nel 2017, entrerà in servizio nel 2022.
L'AIP implementato sulla classe S-80 dell'Armada Española si basa su un processore di bioetanolo (fornito da Hynergreen di Abengoa) costituito da una camera di reazione e da diversi reattori intermedi COPROX che trasformano il BioEtOH in idrogeno ad alta purezza (produzione di idrogeno). L'uscita alimenta una serie di celle a combustibile "Proton Exchange Membrane" (PEMFC) da 300 kW (400 hp) della società UTC Power (che ha anche fornito le celle a combustibile per lo Space Shuttle). Il "riformatore" viene alimentato con bioetanolo come carburante e ossigeno (immagazzinato come ossigeno liquido in un serbatoio criogenico ad alta pressione), generando idrogeno e anidride carbonica come sotto-prodotto.
La Russia ha in sviluppo un proprio sistema AIP, che doveva essere montato sui sottomarini convenzionali di 4ª generazione del progetto 667 Lada e sulla variante da esportazione (progetto 667E Amur). Tuttavia, il progetto 667 Lada è stato cancellato e solo 3 sottomarini, degli 8 previsti, saranno realizzati e inizialmente sprovvisti di sistema AIP (che però potrebbe essere installato in futuro); mentre il progetto 667E Amur non ha ancora trovato clienti per l'esportazione. Fermato il progetto 667 Lada, la Russia ha deciso di ripartire con un nuovo progetto di sottomarino convenzionale di 5ª generazione: il progetto Kalina. Il progetto dell'AIP russo è unico perché l'idrogeno richiesto per la produzione di energia viene ottenuto mediante la "riforma" del carburante diesel a bordo del sottomarino. L'idrogeno non viene immagazzinato a bordo e viene prodotto per quanto necessario, aumentando la sicurezza dell'impianto di propulsione. Il combustibile diesel ordinario, standard per tutti i sottomarini diesel-elettrici, viene utilizzato per generare idrogeno. Il sistema non ha bisogno di componenti aggiuntivi e, di conseguenza, di riserva extra per lo stoccaggio. Non c'è altresì bisogno di infrastrutture speciali, installate a terra, per generare e conservare l'idrogeno.
L'indiana Defence Research and Development Organisation ha sviluppato un sistema AIP basato sulla pila a combustibile all'acido fosforico (PAFC) per alimentare gli ultimi due sottomarini di classe Kalvari, basati sul progetto della classe Scorpène.
Anche la DCNS propone un proprio sistema AIP "Fuel Cell 2nd Generation" (FC2G) per i sottomarini della classe Scorpène e Shortfin Barracuda.

### Turbine a vapore a ciclo chiuso

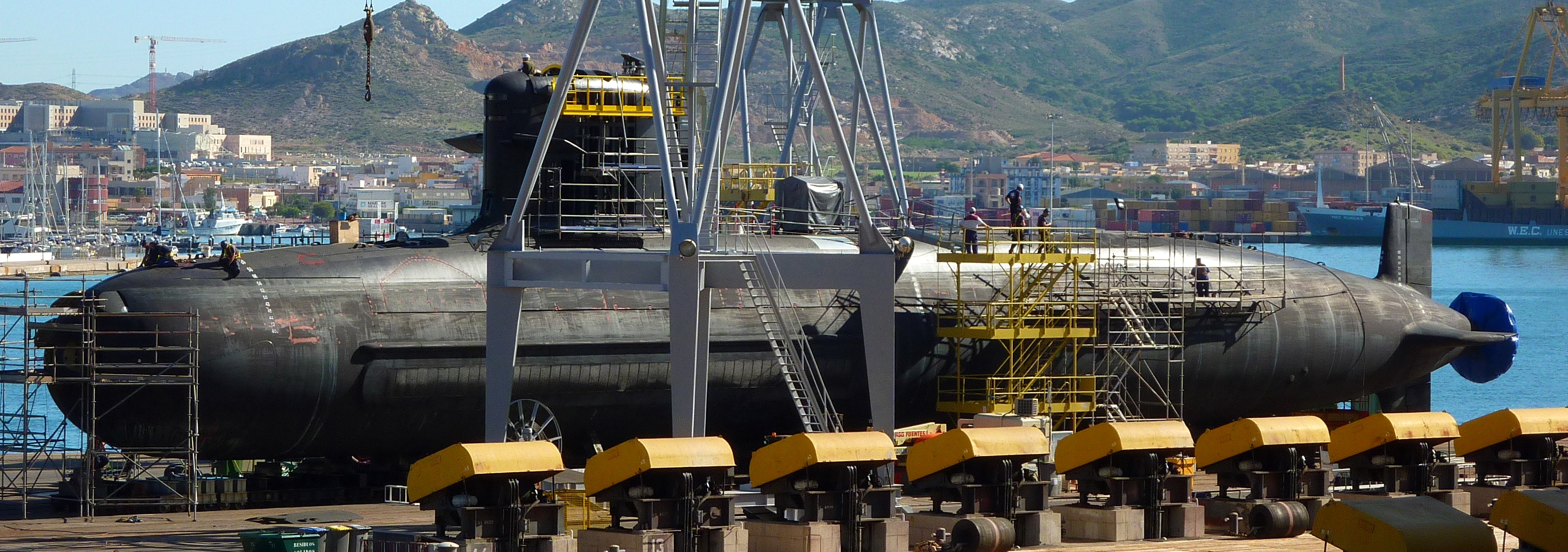
Un sottomarino della che può essere dotato di AIP MESMA o FC2G.

Turbina a vapore a ciclo chiuso (CCST) a combustione esterna.
Il sistema francese MESMA (Module d'Energie Sous-Marine Autonome) è prodotto dal cantiere navale francese DCNS. MESMA è usato sui sottomarini della classe Agosta 90B e può essere installato su quelli della classe Scorpène. È essenzialmente una versione modificata del loro sistema di propulsione nucleare con il calore generato da etanolo e ossigeno. In particolare, una centrale convenzionale a turbina a vapore è alimentata dal vapore generato dalla combustione dell'etanolo e dell'ossigeno conservato a una pressione di 60 bar. Questa combustione in pressione consente di espellere l'anidride carbonica a bordo in qualsiasi profondità senza un compressore di scarico.
Ogni sistema MESMA costa circa 50-60 milioni di dollari. Il sistema, se installato sulla classe Scorpène, richiede l'aggiunta di una sezione di scafo di 8,3 m (27 ft) da 305 t (336 short ton), e si traduce in un sottomarino in grado di operare fino a 18 giorni sott'acqua, a seconda di variabili come la velocità.
Un articolo di "Undersea Warfare Magazine" nota che: "sebbene MESMA possa offrire una potenza di uscita superiore alle altre alternative, la sua efficienza intrinseca è la più bassa dei quattro candidati AIP, e la sua velocità di consumo di ossigeno è corrispondentemente maggiore".

## Sottomarini AIP
| Nazione  | Tipo AIP  | Costruttore AIP              | Sottomarini                | Operatori                                                                     | Quantità e note                                                                       |
| -------- | --------- | ---------------------------- | -------------------------- | ----------------------------------------------------------------------------- | ------------------------------------------------------------------------------------- |
| Cina     | Stirling  | 711 Research Institute-CSHGC | tipo 032 Qing              | Marina dell'EPL                                                               | 1 di 1 in servizio                                                                    |
| Cina     | Stirling  | 711 Research Institute-CSHGC | tipo 039A/041 Yuan         | Marina dell'EPL                                                               | 15 di 20 in servizio, variante della classe Song                                      |
| Cina     | Stirling  | 711 Research Institute-CSHGC | classe Hangor tipo S26T    | Pak Bahr'ya Kongthap Ruea Thai                                                | variante da esportazione del tipo 039A/041 Yuan, 8 + 3 da realizzare                  |
| Francia  | MESMA     | DCNS                         | classe Khalid (Agosta 90B) | Pak Bahr'ya                                                                   | 3 di 3 in servizio                                                                    |
| Francia  | MESMA     | DCNS                         | classe Scorpène            |                                                                               | per l'export                                                                          |
| Francia  | FC2G      | DCNS                         | classe Scorpène            |                                                                               | per l'export                                                                          |
| Francia  | FC2G      | DCNS                         | Shortfin Barracuda         | Royal Australian Navy                                                         | 12 da costruire                                                                       |
| Germania | PEMFC     | Siemens-ThyssenKrupp         | classe Dolphin             | Heil HaYam HaYisraeli                                                         | i 3 della seconda serie                                                               |
| Germania | PEMFC     | Siemens-ThyssenKrupp         | classe U-209-1400mod       |                                                                               | possibile retrofit di alcune unità                                                    |
| Germania | PEMFC     | Siemens-ThyssenKrupp         | classe U-212A              | Deutsche Marine Marina Militare Kongelige Norske Sjøforsvaret                 | 6 operativi di 8 previsti 4 di 4 in servizio 4 da costruire                           |
| Germania | PEMFC     | Siemens-ThyssenKrupp         | classe U-214               | Polemikó Nautikó Daehanminguk Haegun Marinha Portuguesa Türk Deniz Kuvvetleri | 4 operativi di 6 previsti 7 operativi di 9 previsti 2 di 2 in servizio 6 da costruire |
| Germania | PEMFC     | Siemens-ThyssenKrupp         | classe U-218SG             | Marina militare di Singapore                                                  | 2 in costruzione di 4 previsti                                                        |
| Giappone | Stirling  | Kawasaki-Kockums             | Asashio (TSS-3601)         | Kaijō Jieitai                                                                 | retrofit di 1 sottomarino, dismesso                                                   |
| Giappone | Stirling  | Kawasaki-Kockums             | classe Soryu               | Kaijō Jieitai                                                                 | 8 in servizio di 13 previsti                                                          |
| India    | FAPC      | DRDO                         | classe Kalvari             | Indian Navy                                                                   | 2 da costruire, versione indiana della classe Scorpène                                |
| Russia   | Fuel Cell | Rubin Design Bureau          | progetto 677 Lada          | Voenno-morskoj flot                                                           | 1 operativo e 2 in costruzione                                                        |
| Russia   | Fuel Cell | Rubin Design Bureau          | progetto 677E Amur         |                                                                               | versione export della classe Lada                                                     |
| Russia   | Fuel Cell | Rubin Design Bureau          | progetto Kalina            |                                                                               | in progetto                                                                           |
| Spagna   | PEMFC     | Abengoa                      | classe S-80                | Armada Española                                                               | 4 in costruzione                                                                      |
| Svezia   | Stirling  | Kockums                      | classe Gotland             | Svenska marinen                                                               | 3 di 3 in servizio                                                                    |
| Svezia   | Stirling  | Kockums                      | classe Västergötland       | Svenska marinen                                                               | retrofit dei 4 sottomarini, dismessi                                                  |
| Svezia   | Stirling  | Kockums                      | classe Södermanland        | Svenska marinen                                                               | retrofit di 2 sottomarini della classe Västergötland                                  |
| Svezia   | Stirling  | Kockums                      | classe Archer              | Marina militare di Singapore                                                  | retrofit di 2 sottomarini della classe Västergötland                                  |
| Svezia   | Stirling  | Kockums                      | classe A26                 | Svenska marinen                                                               | 2 in sviluppo                                                                         |

| Nazione          | Tipo AIP          | Costruttore AIP         | Sottomarini                     | Operatori                     | Quantità e note                       |
| ---------------- | ----------------- | ----------------------- | ------------------------------- | ----------------------------- | ------------------------------------- |
| Germania         | open-cycle Walter | Germaniawerft-HWK       | VS 80                           | Kriegsmarine                  | 1 esemplare                           |
| Germania         | open-cycle Walter | Germaniawerft-HWK       | U-Boot Tipo XVIIB               | Kriegsmarine                  |                                       |
| Germania         | closed-cycle      | Germaniawerft           | U-Boot Tipo XVIIK               | Kriegsmarine                  | non realizzato                        |
| Germania         | closed-cycle      | Germaniawerft           | U-Boot Tipo XXVIIK              | Kriegsmarine                  | non realizzato                        |
| Germania Ovest   | closed-cycle      | Nordseewerke            | U-1 (S180)                      | Bundesmarine                  | retrofit                              |
| Regno Unito      | open-cycle Walter | Vickers-Armstrongs      | HMS Meteorite                   | Royal Navy                    | ex U-1407                             |
| Regno Unito      | open-cycle Walter | Vickers-Armstrongs      | classe Explorer                 | Royal Navy                    | 2 basati sul Tipo XXVI non realizzato |
| Spagna           | open-cycle        | Narcís Monturiol        | Ictíneo II                      |                               |                                       |
| Impero russo     | closed-cycle      | Stefan Drzewiecki       | Pochtovy                        | Rossijskij Imperatorskij Flot |                                       |
| Unione Sovietica | closed-cycle      |                         | progetto 95 M-401               | Voenno-morskoj flot           |                                       |
| Unione Sovietica | closed-cycle      | Rubin Design Bureau     | tipo M «Maljutka» (progetto 96) | Voenno-morskoj flot           |                                       |
| Unione Sovietica | closed-cycle      | Rubin Design Bureau     | progetto 615 Quebec             | Voenno-morskoj flot           |                                       |
| Unione Sovietica | open-cycle Walter | Malachite Design Bureau | progetto 617 Whale              | Voenno-morskoj flot           |                                       |
| Stati Uniti      | open-cycle        | Fairchild Aircraft      | SS X-1                          | U.S. Navy                     |                                       |